# René Bouin
Pour les articles homonymes, voir Bouin.
René Bouin, né le 23 avril 1937 à Chenillé-Changé et mort le 7 octobre 2018 à Angers, est un homme politique et chef d'entreprise français.

## Biographie
René Bouin dirige avec sa femme Maine Anjou Rivières une société de tourisme fluvial qu'ils ont créée en 1982 et qui salarie une équipe de 30 personnes.
Élu conseiller municipal de sa commune natale en 1997, il en est élu maire en mars 1983 et conserve son siège jusqu'à la fin de 2015 quand la commune fusionne avec Champteussé-sur-Baconne au sein de la commune nouvelle de Chenillé-Champteussé.
René Bouin est suppléant de Roselyne Bachelot à partir de 1997. Quand celle-ci entre au gouvernement Raffarin en mai 2002, il lui succède comme député de la 1re circonscription de Maine-et-Loire le 8 juin 2002. De nouveau son suppléant pour les élections législatives des 9 et 16 juin suivants, il redevient député le 19 juillet, avec le maintien de Roselyne Bachelot au sein du 2e gouvernement Raffarin. Il fait partie du groupe UMP et conserve son siège jusqu'à la fin de la législature en juin 2007.